# Władysław Jarnicki
Władysław Jarnicki – autor propagandowych komunistycznych książek, także powieści milicyjnych.

## Książki
- „Rudy” zostawia ślad (1960)[1]
- Trzy białe goździki (1962)[2]
- Spalona ziemia (1984)
- W pogoni za Burłakiem